# Řád Černé hvězdy
Řád Černé hvězdy (francouzsky: Ordre de l'Étoile Noire) byl francouzský koloniální řád a také vyznamenání Dahome (dnešní Benin v Africe). Založil jej roku 1889 v Porto Novo budoucí král Toffa a roku 1894 jej schválila francouzská vláda jako koloniální řád pro ocenění těch, jež rozšiřovali francouzský vliv v západní Africe. Byl zrušen francouzskou vládou v roce 1963 a nahrazen Národním řádem za zásluhy.

## Historie a pravidla udílení
Řád byl založen dne 1. prosince 1899 v Porto Novo budoucím králem Dahome Toffou. 30. srpna 1892 byl změněn status řádu, který byl nadále udílen všem, kteří pracovali na rozvoji francouzského vlivu na západním pobřeží Afriky. Po francouzsko-dahomejské válce (1892–1894) byl řád francouzskou vládou  30. července 1894 uznán. Do systému francouzských koloniální řádů byl přidán dekrety z 10. května 1896 a ze 23. května 1896 francouzským prezidentem Félixem Faurem. Poté byl řád udílen po minimálně tříleté službě ve francouzských koloniích v západní Africe. Řád byl spravován Kancléřstvím Řádu čestné legie a každý francouzský prezident měl právo nosit nejvyšší třídu řádu. Novelou statutu řádu ze dne 14. července 1933 mohl být řád nadále udílen pouze osobám starším 29 let po minimálně devíti letech služby v západoafrických koloniích.
Dekretem ze dne 3. prosince 1963 byl řád, spolu s dalšími 15 francouzskými ministerskými a koloniálními vyznamenáními, zrušen a nahrazen Národním řádem za zásluhy. Žijícím členům původního řádu bylo i nadále dovoleno nosit řádové insignie.

## Insignie
Řádový odznak má tvar stříbrného pozlaceného kříže s cípy ve tvaru maltézských křížů pokrytých bílým smaltem s modře smaltovaným lemováním. V případě třídy rytíře není odznak pozlacen. Mezi cípy jsou svazky paprsků. Ve středu kříže je černě smaltovaná pěticípá hvězda. Ke stuze je odznak připojen pomocí přechodového prvku v podobě zeleně smaltovaného vavřínového věnce.
Řádová hvězda má tvar osmicípé stříbrné hvězdy s cípy tvořenými různě dlouhými paprsky. Na hvězdě je položen řádový odznak.
Stuha řádu je modrá.

## Třídy
Řád byl udílen v pěti řádných třídách:
- velkokříž (Grand-croix) – Řádový odznak se nosil na široké stuze spadající z pravého ramene na protilehlý bok. Osmicípá řádová hvězda se nosila nalevo na prsou.
- komandér s hvězdou (Commandeur avec plaque) – Řádový odznak se nosil na stuze kolem krku. Řádová hvězda se nosila na hrudi.
- komandér (Commandeur) – Řádový odznak se nosil na stuze na krku. Řádová hvězda této třídě již nenáležela.
- důstojník (Officier) – Řádový odznak se nosil zavěšený na stužce s rozetou nalevo na hrudi.
- rytíř (Chevalier) – Řádový odznak se nosil zavěšený na stužce bez rozety nalevo na hrudi.

| Řádové stuhy | Řádové stuhy       | Řádové stuhy | Řádové stuhy | Řádové stuhy |
| ------------ | ------------------ | ------------ | ------------ | ------------ |
| velkokříž    | komandér s hvězdou | komandér     | důstojník    | rytíř        |